# Crouy-Saint-Pierre
Crouy-Saint-Pierre – miejscowość i gmina we Francji, w regionie Hauts-de-France, w departamencie Somma. Według danych na rok 1990 gminę zamieszkiwało 285 osób, a gęstość zaludnienia wynosiła 27 osób/km² (wśród 2293 gmin Pikardii Crouy-Saint-Pierre plasuje się na 714. miejscu pod względem liczby ludności, natomiast pod względem powierzchni na miejscu 415.).